# Clifford Walter Dupont
Clifford Walter Dupont, GCLM, ID (ur. 6 grudnia 1905 w Londynie, zm. 28 czerwca 1978 w Rodezji) – pierwszy prezydent Rodezji, z wykształcenia prawnik.

## Życiorys
Studiował prawo w Bishop's Stortford College i w Clare College na Uniwersytecie Cambridge. Ukończył je w 1929, uzyskując tytuł radcy prawnego. W 1933 założył własną kancelarię.
W czasie II wojny światowej został powołany pod broń i służył początkowo w batalionie artylerii przeciwlotniczej w Afryce Północnej. Potem został członkiem sztabu gen. Eisenhowera podczas walk w Europie w 1944.

### Rodezja
Po raz pierwszy przyjechał do Rodezji Południowej w 1947, potem wracał kilkakrotnie i nabył ziemię w miejscowości Featherstone niedaleko Salisbury. Na stałe osiedlił się tam we wczesnych latach pięćdziesiątych.
W 1958 rozpoczął karierę polityczną. Wstąpił wówczas do Partii Dominium, z której ramienia został wybrany do parlamentu Federacji Rodezji i Niasy. W 1962 wstąpił do nowo powstałego Frontu Rodezyjskiego i w wyborach w grudniu tego roku zdobył mandat w parlamencie Rodezji Południowej. Został też ministrem sprawiedliwości w rządzie Winstona Fielda. Rok później rozpadła się federacja z Rodezją Północną i Niasą. Rząd Fielda podjął wówczas negocjacje z Wielką Brytanią mające na celu przyznanie Rodezji niepodległości. Kiedy starania te spełzły na niczym, Dupont razem z większością parlamentu zagłosował za usunięciem Fielda z urzędu. Nowym premierem został Ian Smith. W jego rządzie Clifford Dupont oprócz teki ministra sprawiedliwości został też wicepremierem.
Od sierpnia 1964 był ministrem spraw zagranicznych, a od czerwca 1965 - obrony. W listopadzie 1965, kiedy nie było już szans na pomyślne zakończenie rokowań z Wielką Brytanią (która przyznanie niepodległości uzależniała od nadania Murzynom pełni praw wyborczych, czemu Front Rodezyjski ostro się sprzeciwiał), Dupont poparł projekt jednostronnego ogłoszenia niepodległości i jako drugi (pierwszy był Ian Smith) sygnował jej deklarację.
Wobec zaistniałej sytuacji Dupont został mianowany przez Smitha Administratorem Rządu Rodezji (tj. odpowiednikiem gubernatora w pozostałych krajach Commonwealthu). Ponieważ Londyn nie uznał Rodezji i na jego prośbę członkowie Rady Bezpieczeństwa ONZ nałożyli na Rodezję sankcje gospodarcze, rząd Rodezji zerwał wszystkie stosunki łączące go z Wielką Brytanią i Wspólnotą Narodów oraz ogłosił kraj republiką. Pierwszym jej prezydentem wybrano właśnie Duponta, który objął urząd 16 kwietnia 1970 i pełnił go do 31 grudnia 1975, kiedy to zrezygnował z powodów zdrowotnych. Był jedynym prezydentem Rodezji, który sprawował urząd przez pełną kadencję i jedynym, którego wybrano na kolejną.
Zmarł 28 czerwca 1978 w Rodezji w wieku 72 lat.